# Hans Hermann Nissen
Hans Hermann Nissen (* 20. Mai 1893 in Zippnow, Westpreußen; † 29. März 1980 in München) war ein deutscher Opernsänger im Stimmfach Bariton.

## Leben
Hans Hermann Nissen absolvierte zunächst eine Ausbildung als Kaufmann, studierte dann aber ab 1916 Gesang in Berlin bei Julius von Raatz-Brockmann. Ab 1920 war Nissen als Sänger tätig, zunächst ausschließlich als Konzertsänger. Sein Debüt als Opernsänger erfolgte 1924 an der Großen Volksoper in Berlin mit der Rolle des Kalifen in der Oper Der Barbier von Bagdad von Peter Cornelius.
1925 wurde Nissen an die Bayerische Staatsoper in München verpflichtet, deren festes Ensemblemitglied er bis 1967 blieb. 1967 verabschiedete er sich mit der Rolle des Don Fernando in Ludwig van Beethovens Oper Fidelio von seinem Münchner Publikum.
1930 sang Nissen bei den Salzburger Festspielen den Grafen Almaviva und 1936–1937 die Rolle des Hans Sachs in Richard Wagners Oper Die Meistersinger von Nürnberg unter der musikalischen Leitung von Arturo Toscanini. 1943 sang er den Hans Sachs auch bei den Bayreuther Festspielen. 1938–1942 trat er alljährlich bei den Festspielen in der Waldoper Zoppot auf. Er sang dort den Telramund in Lohengrin und Wotan/Wanderer in Der Ring des Nibelungen.
Er gastierte an der Covent Garden Opera in London (1928 als Wotan und Hans Sachs, 1934 als Wotan), an der Grand Opéra in Paris (Debüt 1930 als Kurwenal) und an der Metropolitan Opera in New York (1938–1939 als Telramund und Wolfram).
Weitere Gastspiele gab er 1930–1932 an der Lyric Opera in Chicago, 1936–1938 an der Mailänder Scala und an der Wiener Staatsoper. 1940 war er im Wiener Musikverein an der Uraufführung der Kantate Deutsche Auferstehung. Ein festliches Lied von Franz Schmidt beteiligt.
1937 trat Hans Hermann Nissen bei der Nacht der Amazonen im Schlosspark Nymphenburg mit dem Prolog aus der Oper Der Bajazzo auf. Damit unterstützte er das NS-Regime, wie bereits am 4. August 1933, als er zusammen mit Julius Patzak ein Konzert zur Finanzierung des Hauses der Deutschen Kunst gegeben hatte. Nissen stand 1944 in der Gottbegnadeten-Liste des Reichsministeriums für Volksaufklärung und Propaganda.
In den Jahren 1950 und 1951 sang Nissen auch regelmäßig wieder an der Wiener Staatsoper. Er sang dort insgesamt 10 verschiedene Partien, unter anderem den Telramund, den Hans Sachs, den Wolfram in Tannhäuser, den Kurwenal in Tristan und Isolde, aber auch Partien aus dem deutschen und dem italienischen Repertoire, wie den Sprecher in Die Zauberflöte und den Amonasro in Aida. 1959 war er nochmals an der Wiener Staatsoper zu hören, als Musiklehrer in Ariadne auf Naxos von Richard Strauss und als Teiresias in Oedipus Rex von Igor Strawinsky.
Außer den Wagner-Partien gehörten auch große Charakterpartien wie Orest in Elektra, Barak in Die Frau ohne Schatten und Kardinal Carlo Borromeo in Palestrina zu seinem Repertoire.
Nissen war bis kurz vor seinem Tod als Gesangslehrer weiterhin künstlerisch aktiv. Er war Professor an der Musikhochschule München.
Das durch Rundfunkaufnahmen, Live-Mitschnitte und Schallplatten überlieferte musikalische Schaffen von Hans Hermann Nissen wurde in den letzten Jahren teilweise auch auf CD wiederveröffentlicht.